# Lochmorhynchus albicans
Lochmorhynchus albicans är en tvåvingeart som först beskrevs av Carrera och Andretta 1953.  Lochmorhynchus albicans ingår i släktet Lochmorhynchus och familjen rovflugor.
Artens utbredningsområde är Peru. Inga underarter finns listade i Catalogue of Life.